# لورن هیگر
لورن الیزابت آنا هیگر (زاده ۳ سپتامبر ۱۹۹۲) یک پیچر حرفه‌ای سافت‌بال و اولین بازیکن پایه در تیم دالاس شارژ بود. این تیم عضو لیگ ساف‌بال زنان یعنی نشنال پرو فست‌پیچ (ان‌پی‌اف) بود. هیگر پس از عضویت در تیم آمریکایی سافت‌بال مکس‌پرپس ۲۰۱۱ و کسب مدال طلا در بازی‌های سوم پان آمریکا (زیر ۱۸ سال) در سال ۲۰۱۰، وارد دانشگاه فلوریدا شد و آنجا به سافت‌بال ادامه داد.
او سومین بازیکن سافت‌بال دانشگاهی بود که هم به عنوان برجسته‌ترین بازیکن سری جهانی و هم به عنوان بهترین ورزشکار دانشجو ایالات متحده شناخته شد. در سال ۲۰۱۵ او اولین بازیکن در تاریخ سافت‌بال دانشگاهی شد که ۷۰ هوم ران به عنوان ضربه‌زن و ۷۰ برد به عنوان پرتاب‌کننده ثبت کرد. هیچ بازیکن دیگری حتی ۶۰ هوم ران و ۶۰ برد ثبت نکرده است. هیگر توسط دالاس شارژ در مراسم ان‌پی‌اف ۲۰۱۵ برگزیده شد و در ژوئن همان سال به تیم راه یافت.

## اوایل زندگی
هیگر در پیوریا، آریزونا، در خانواده فرد و کاتلین هیگر به دنیا آمد. او یک برادر به نام متیو داشت. پدر او دستیار مربی سافت‌بال در دبیرستان دیر ولی است. هیگر یک سال در دبیرستان دیر ولی بازی کرد، هم در بسکتبال، هم والیبال و هم در سافت‌بال.
هیگر با ۴۸ هوم ران در یک فصل رکورد آریزونا را شکست و در سال ۲۰۱۱ به تیم آمریکایی سافت‌بال مکس‌پرپس معرفی شد. او در دو فصل موفق به دریافت افتخارات اولین تیم تمام ایالتی شد. هیگر در سال ۲۰۱۰ در مسابقات قهرمانی پان آمریکا به نمایندگی تیم ایالات متحده به میدان رفت. او در تیم قهرمانی فدراسیون بین‌المللی سافت‌بال حضور داشت و هشت آربی‌آی زد.

## دوران دانشگاه
هیگر کار خود را در دانشگاه فلوریدا در سال ۲۰۱۱ آغاز کرد. او در آن سال در ۲۷ بازی شرکت کرد و در ۶ بازی چند به هیچ از تیم حریف برد. او همچنین در این بازی‌ها رکورد ۱۵–۵ برد-باخت را کسب کرد. او به‌عنوان اولین یوتیلیتی/پیچر برای منطقه جنوب شرقی انجمن ملی مربیان فست‌پیچ انتخاب شد و در کنفرانس جنوب شرقی با ۱۲۹ ضربه‌آوت در طول ۱۲۴٫۲ نوبت در رده هفتم قرار گرفت. هیگر تیمش را با ده دوبل، ۱۴ هوم ران، ۵۲ آربی‌آی، ۳۶ واک و ۱۸ بازی روی پایه رهبری کرد
هیگر پس از شرکت در تیم تورنمنت سال ۲۰۱۲ همایش جنوب شرقی، یک بازی انجام داد که ۱۶–۲ با ۱۱۹ ضربه در ۱۲۸٫۱ نوبت برنده شد. او همچنین در ۱۶ مارس با ۷٫۲ نوبت در مقابل دانشگاه تنسی رکورد بالایی را به ثبت رساند. وی در ۶ بازی مقابل ۲۵ تیم برتر پیروز شد. هیگر در رتبه هفدهم کشور در هوم ران قرار گرفت، با تیمی که ۷۰ آربی‌آی، ۴۶ واک، و ۲۴ بازی روی پایه انجام داده بود؛ که این عملکرد برای یک تیم بهترین است. هیگر همایش جنوب شرقی را در حوزه آربی‌آی رهبری کرد و در واک سوم شد. او همچنین در منطقه رجینالز رکورد دانشگاه فلوریدا را برای بیشترین واک عمدی در یک فصل (۵) و رکورد تک بازی آربی‌آی (۷) در برابر رقیب خود دانشگاه فلوریدا جنوبی به ثبت رساند. هیگر اولین عنوان خود را در مسابقات سراسر آمریکا به دست آورد و به عنوان تیم اول همایش جنوب شرقی و تیم اول انجمن ملی مربیان فست‌پیچ در منطقه جنوب شرقی انتخاب شد. این گونه هیگر فصل دوم مسابقات خود را به اتمام رساند.
هیگر در جوانی با ۲۴ بازی دایره‌ای و ۱۳ شروع ثابت ماند. او فصل را با رکورد ۱۰–۳ به پایان رساند و در رده چهارم قرار گرفت. هیگر همچنین ۹۸ نوبت با ۶۹ ضربه در برابر دانشگاه ویسکانسین در ۹ فوریه انجام داد. وی در تمام فصل به عنوان یک نیروی اضافی باقی ماند و تیم آلیگاتورها را به پیروزی در سری جهانی زنان دانشگاهی در سال ۲۰۱۴ رساند. هیگر مجدداً افتخارات اولین تیم انجمن ملی مربیان فست‌پیچ در منطقه جنوب شرقی را دریافت کرد و شش دوبل را به ثمر رساند و در آربی‌آی (۶۷) و واک (۴۳) تیمش را رهبری کرد.
آخرین فصل لورن هیگر به عنوان عضوی از اعضای تیم آلیگاتورها، با رکورد کلی ۳۲–۲ با کمترین دوره زمانی شخصی یعنی ۱٫۲۳، در رتبه چهارم کشور و با کسب ۲۴ پیروزی متوالی که این خود یک رکورد دیگر برای تیم آلیگاتورها بود، به پایان رسید. هیگر همچنین رکورد فصل را برای هوم ران (۶۶) با یک گرند اسلم در برابر دانشگاه جورجیا و رکورد آربی‌آی تمام دوران (۲۲۲) را که در ۶ مارس در برابر دانشگاه آریزونا رخ داد، ثبت کرد. وی تنها پرتاب‌کننده دانشگاهی در تاریخ شد که بیش از ۷۰ بازی را برد و بیش از ۷۰ هوم ران را به ثبت رساند. قبل از هیگر، هیچ بازیکنی به جز بیب روث و او ۶۰ بازی را نبرده و ۶۰ هوم ران را به ثبت نرسانده بود. هیگر با ۷۱ آربی‌آی در رده پانزدهم کشور قرار گرفت و در مسابقات قهرمانی سافت‌بال ان‌سی‌ای‌ای بخش یکم ۲۰۱۵ نیز حضور داشت.
هیگر در سال ۲۰۱۵ نامزد جوایز سالیانه دستاوردهای برتر در ورزش در رده‌های بهترین بانوی ورزشکار دانشجو و بهترین عملکرد قهرمانی شد. او به دانیل لاوری و کیلانی ریکتس به عنوان تنها بازیکنان تاریخ سافت‌بال دانشگاهی ملحق شد که هم جایزه بهترین بازیکن سال دانشگاه سافت‌بال ایالات متحده و هم برجسته‌ترین بازیکن سری جهانی زنان دانشگاهی را دریافت کرد. هیگر برنده جایزه ورزشی هوندا برای سافت‌بال، بهترین بانوی ورزشکار منطقه جنوب شرقی و بهترین بازیکن سال همایش جنوب شرقی شد، و برای سومین سال متوالی در انجمن ملی مربیان فست‌پیچ در همایش جنوب شرقی بود.